# Mostardas
Mostardas is een gemeente in de Braziliaanse deelstaat Rio Grande do Sul. De gemeente telt 12.392 inwoners (schatting 2009).

## Aangrenzende gemeenten
De gemeente grenst aan Palmares do Sul en Tavares.

## Verkeer en vervoer
De plaats ligt aan de noord-zuidlopende weg BR-101 tussen Touros en São José do Norte.